# Gare d'Andorre - L'Hospitalet
La gare d'Andorre - L'Hospitalet (anciennement gare de L'Hospitalet-près-l'Andorre) est une gare ferroviaire française de la ligne de Portet-Saint-Simon à Puigcerda (frontière), située sur le territoire de la commune de L'Hospitalet-près-l'Andorre, dans le département de l'Ariège, en région Occitanie.
C'est la gare ferroviaire la plus proche de la principauté d'Andorre, à laquelle elle est reliée par un service régulier de navettes routières.
Elle est mise en service en 1929, par la Compagnie des chemins de fer du Midi et du Canal latéral à la Garonne. C'est une gare de la Société nationale des chemins de fer français (SNCF), desservie par des trains de grandes lignes Intercités de nuit, qui circulent sur l'axe transpyrénéen oriental qui permet une relation de Paris à Barcelone (avec un changement de train à la frontière) en traversant la chaîne des Pyrénées, et par des trains régionaux TER Occitanie.

## Situation ferroviaire
Établie à 1 429 m d'altitude, la gare d'Andorre - L'Hospitalet, qui dépend de la région ferroviaire de Toulouse, est située au point kilométrique (PK) 144,023 de la ligne de Portet-Saint-Simon à Puigcerda (frontière), entre la gare de Mérens-les-Vals, dont elle est séparée par le tunnel hélicoïdal de Saillens, et le tunnel du Puymorens (5 410 m de long), qui précède la gare suivante de Porté-Puymorens.
Elle dispose de deux quais, chacun d'une longueur utile de 230 m pour sa voie.

## Histoire
La gare de L'Hospitalet-près-l'Andorre est mise en service le 22 juillet 1929 par la Compagnie des chemins de fer du Midi et du Canal latéral à la Garonne lorsqu'elle ouvre la section d'Ax à Latour-de-Carol.
Dès la ligne achevée, elle fut utilisée pour acheminer le minerai de fer de la mine de Puymorens exploitée dès le Moyen Âge. À partir de 1929, il était transporté par câble jusqu'à la gare.
Le 3 novembre 2008 a lieu, en présence de personnalités françaises et andorranes, l'inauguration des travaux d'agrandissement et d'aménagements de la gare qui change son nom en gare d'Andorre - L'Hospitalet, Albert Pintat, chef du gouvernement andorran, a notamment remercié Arnaud Diaz, maire de L'Hospitalet-près-l'Andorre, lors de son discours « Aujourd’hui la commune fait un acte d’humilité en ajoutant devant son nom celui de l’Andorre. C’est un symbole fort, gage d’une coopération qui va s’inscrire dans le temps ». Depuis la mise en place du cadencement en 2004, la fréquentation a progressé de 22 %, Andorre a participé financièrement à la création d'une extension (espace d'accueil andorran) en investissant 72 % du montant des travaux. La rénovation de locaux datant de 1861 représente un coût de 454 000 € financé dans le cadre du Plan État-Région (CPER).

## Fréquentation
De 2015 à 2023, selon les estimations de la SNCF, la fréquentation annuelle de la gare s'élève aux nombres indiqués dans le tableau ci-dessous :
| Année           | 2015   | 2016   | 2017   | 2018   | 2019   | 2020  | 2021   | 2022   | 2023   |
| --------------- | ------ | ------ | ------ | ------ | ------ | ----- | ------ | ------ | ------ |
| Voyageurs seuls | 21 743 | 20 230 | 18 765 | 14 734 | 12 852 | 6 753 | 10 849 | 16 950 | 19 765 |

## Service des voyageurs

### Accueil
Gare de la SNCF, elle dispose d'un bâtiment voyageurs avec guichet (ouvert uniquement le mardi de 8 h 30 à 14 h 30). Une salle andorrane permet l'accueil et l'information des voyageurs qui désirent rejoindre la Principauté d'Andorre[réf. nécessaire].

### Desserte

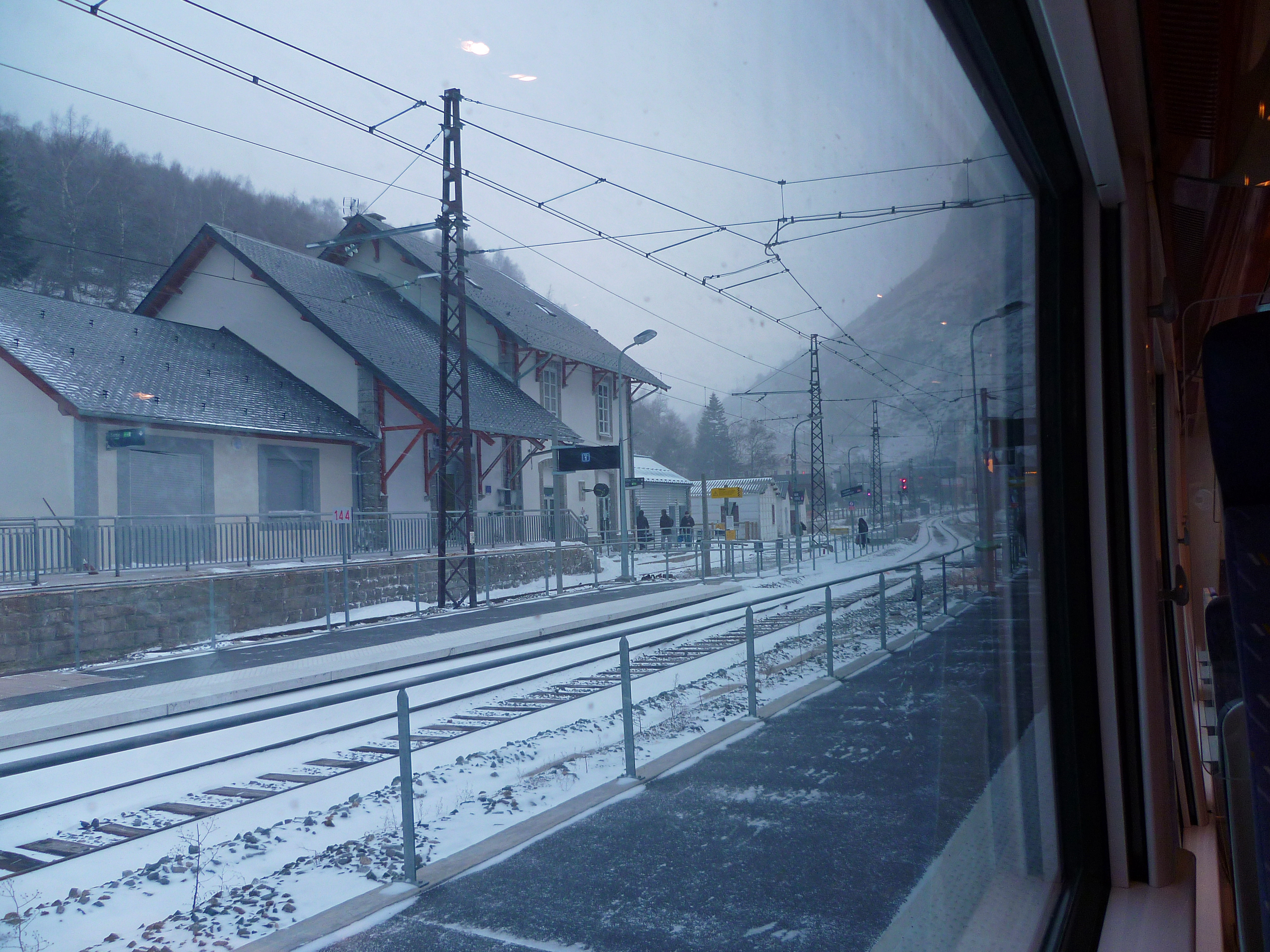
La gare, vue depuis un TER.

Andorre - L'Hospitalet est desservie quotidiennement par un train Intercités de nuit, qui circule entre les gares de Paris-Austerlitz et Latour-de-Carol - Enveitg. Elle est également une gare régionale, desservie par des trains TER Occitanie qui effectuent des missions entre les gares de Toulouse-Matabiau et de Latour-de-Carol - Enveitg. En semaine, cinq trains la desservent par jour et par sens. Elle est située à environ 20 minutes de Latour-de-Carol - Enveitg et à environ 2 heures et 20 minutes de Toulouse-Matabiau.

### Intermodalité
Un parc pour les vélos et un parking sont aménagés. Un service régulier de cars entre Andorre et la gare a son arrêt dans la cour, et un service spécifique de car est en correspondance avec le train Intercités de nuit de Paris.

## Service des marchandises
La gare a été fermée au service du fret le 1er décembre 2007.